# 霍津义
霍津义（1959年7月29日—），汉族，河北省清苑县人，大学文化，曾任北方信托董事长。

## 生平
霍津义曾任天津滨海新区地税局局长等职。
1998年10月，霍津义在收受商人宋宝贵贿赂后，协调促成投资公司委托天津北方国际信托投资公司以信托形式向欧加华公司发放人民币5000万元贷款。此笔贷款最终仅归还1000元人民币。

## 涉案
2005年12月2日，霍津义涉嫌腐败被中央纪委“双规”，并牵涉出天津市委常委、滨海新区工委书记、管委会主任皮黔生案件。
2007年10月10日，天津市第二中级人民法院作出（2006）二中刑初字第138号刑事判决，以被告人霍津义犯贪污罪、受贿罪，判处无期徒刑，剥夺政治权利终身，并处没收个人全部财产。霍津义不服，提出上诉。
2008年6月2日，天津市高级人民法院作出（2007）津高刑二终字第63号刑事判决，维持对被告人霍津义的定罪量刑。
霍津义在天津市监狱服刑期间多次获得减刑，减刑后应执行的刑期至2025年11月2日止。